# Мая (скарбник)

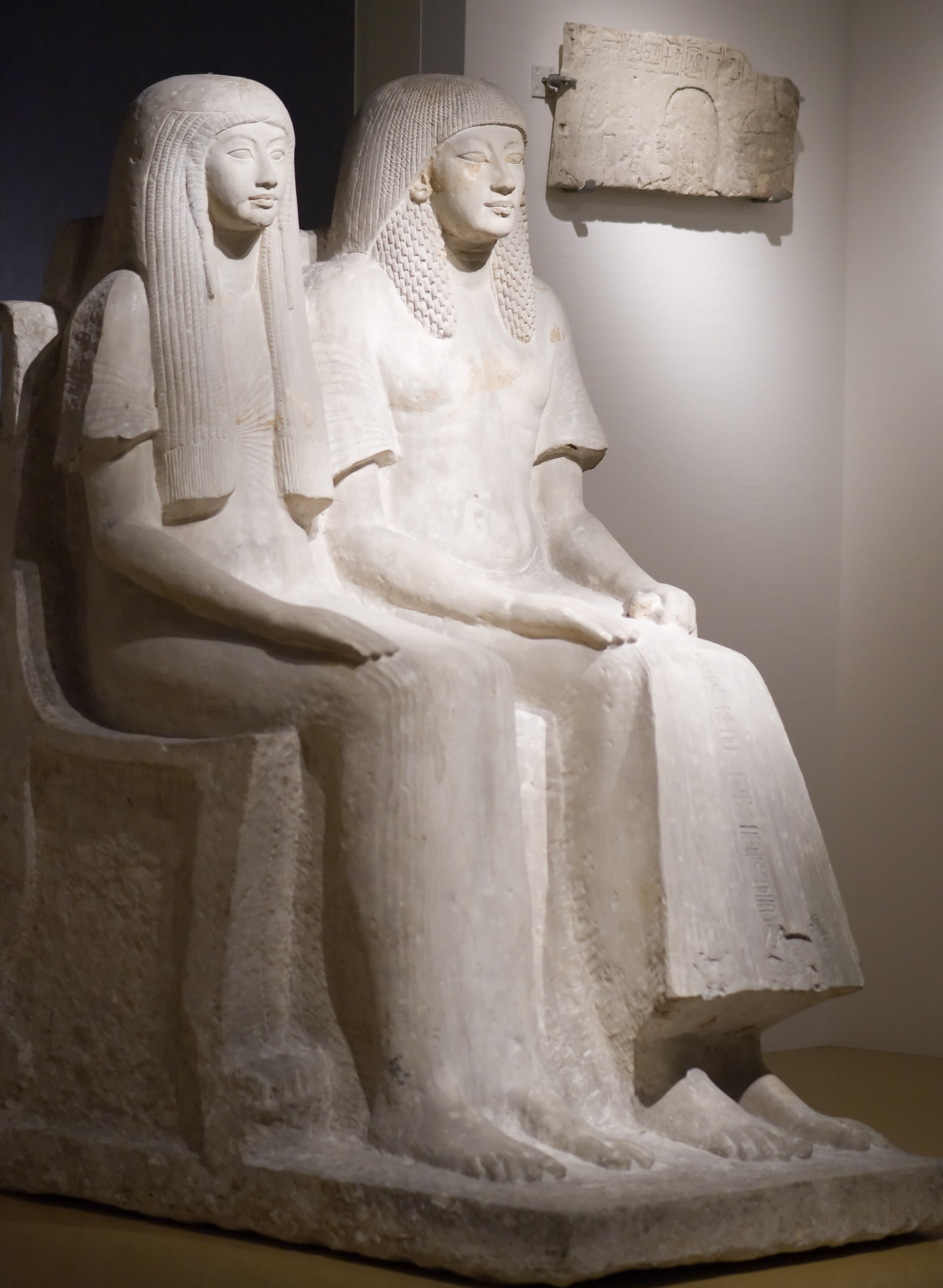
Статуя Мая і Меріт з Лейдену

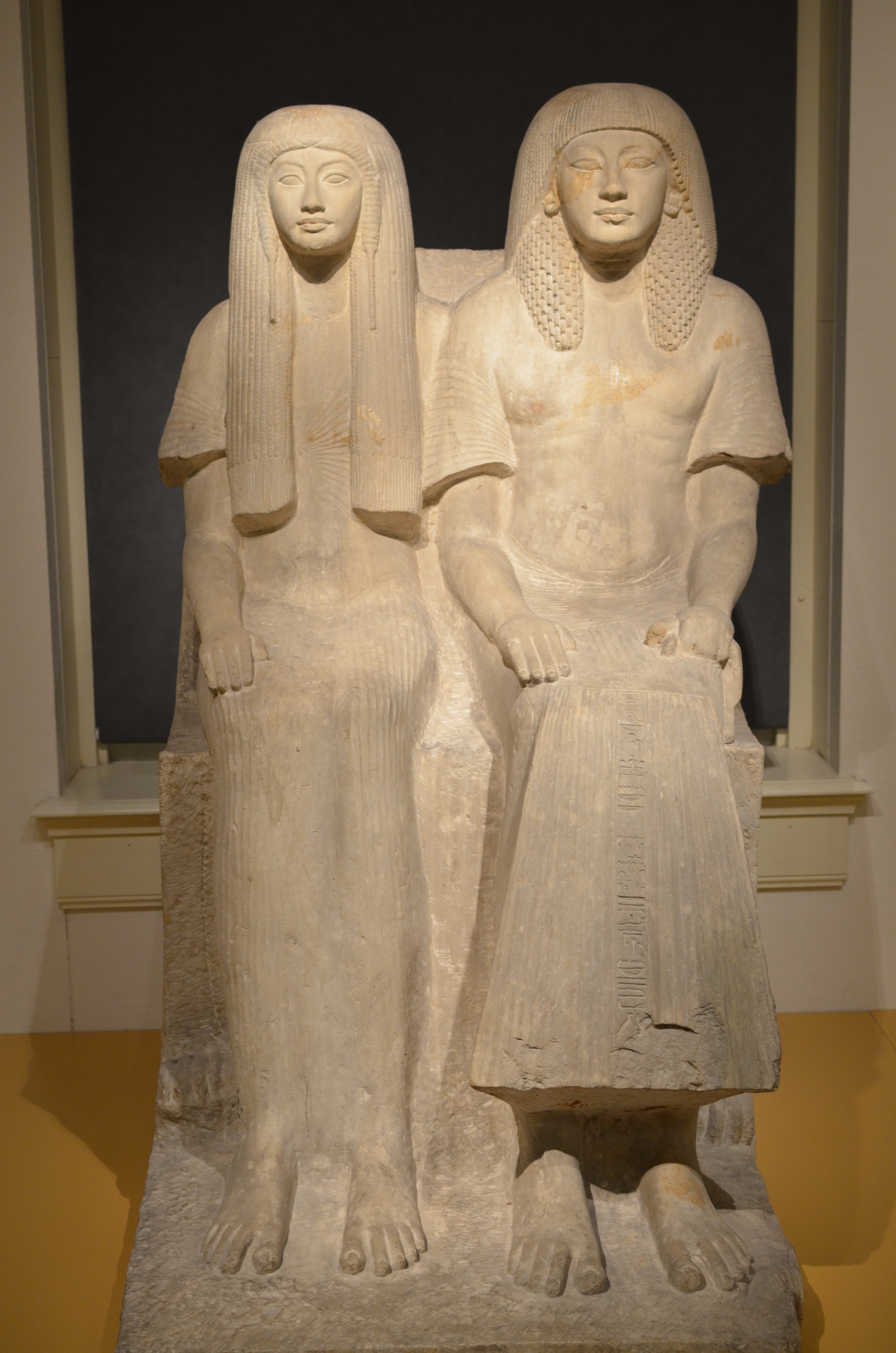
Фронтальний вид статуї Мая і Меріт

Мая — важливий посадовець під час правління фараонів Тутанхамона, Ая і Хоремхеба періоду XVIII династії Стародавнього Єгипту. Титули Мая наступні — прапороносець правої руки короля, наглядач скарбниці, начальник робіт у некрополі і керівник свята Амона у Карнаці.

## Життєпис
Був сином судді на ім'я Іуй і його друдини Верет. Він мав брата — Нахухера який зображений в його гробниці у Саккара. Мая був одружений з Меріт, в них було дві дочки на ім'я Маяменті і Тжауенмая
Раннє життя відоме погано. Можливо, він починав кар'єру під час правління Аменхотепа III. Він міг бути тією самою людиною, яка відома як Мая царський скарбник, є відомості про нього на 34 році правління Аменхотепа. Він може також бути особою на ім'я Май, яка відома з гробниці в Амарні під час правління Аменхотепа IV Ехнатона. Май з Амарни мав такі ж самі титули як і Мая, проте він не був скарбником.
Мая добре відомий з часів правління Тутанхамона. Як наглядач за скарбницею він був також важливим посадовцемвін згадується під час відновлення поховань кількох попередніх фараонів в королівському некрополісі у роки післясмерті Тутанхамона і Ая. Є можливість, що він особисто залишив напис у гробниці Тутмоса IV, він зазначав, що був призначений відновити поховання царя. Мая звітував візиру Нижнього Єгипту, який знаходився у Мемфісі.Мая збирав податки і виконував інші послуги для фараонів, включаючи контроль за підготовкою їхніх гробниць. Мая зробив внесок у вигляді ушебті серед поховальних меблів у гробниці Тутанхамона. Він також додав до поховальних речей фігуру фараона у вигляді Осіріса. Обидва артефакти свідчать про те, що Мая був дарувальником цих статуй. Мая також відомий тим, що жив до 8 року правління Хоремхеба, бо він згадується у написі — він був звинувачений у справі з податками для всієї країни. Він також зображений у гробниці ТТ50, гробниці батька Амона на ім'я Неферхотеп. Мая зображений між фараоном Хоремхебом і візирами, що показує його близькість до фараона.

## Поховання і гробниця
Гробниця Мая, що знаходиться у місті Саккара, була частково розкопана у 1843 археологом Карлом Ріхардом Лепсіусом, з вражаючими рельєфами, які замальовані в ескізах і частково перевезені до Берліна. З часом, гробниця була засипана піском і її розташування було загублено. У 1975 році спільна експедиція археологів з Товариство Дослідження Єгипту з Лондону і Національним музеєм Стародавностей з Лейдену, Нідерланди розпочали роботи з пошуку загубленої гробниці і 6 лютого 1986 вони її знайшли.Цього числа професор Джейкоб Т. Мартін з доктором Якобусом Ван Дейком, від Лейденського музею відкриття поховання Мая на глибині 18 метрів під поверхнею землі.
Мартін розповідав:
"Ми знаходились у повній темряві приблизно 15 хвилин... раптом ми побачили чудові рельєфи і були здивовані, що знайшли їх у коридорі, який веде до поховальної камери. Мій колега подивився на розписану стіну і сказав: Боже мій, це Мая"
Перший сезон робіт у гробниці Мая на початку 1987 року виявив, що гробниця "трохи менша версія гробниці Хоремхеба у Саккарі. Відкритий двір має колонаду на західній стороні і двері, що ведуть до трьох залів зі склепінчастими стелями. Ззовні двору були знайдені чудові рельєфи гарної якості і статуя Мая і його дружини." Підземні кімнати вимощені вапняком і прикрашені рельєфами, що зображають Мая і його дружину перед богами.
Статуя Мая і його дружини Меріт розміщена для показу у Національному музеї старожитностей у Лейдені, Нідерланди починаючи з 1823 року. Останнім часом пара розміщена у Міському археологічному музеї у Болоньї де вона буде з 17 жовтня 2015 до 17 липня 2016.